# Quartinia galataea
Quartinia galataea är en stekelart som först beskrevs av Richards 1962.  Quartinia galataea ingår i släktet Quartinia och familjen Masaridae. Inga underarter finns listade i Catalogue of Life.